# Вилминоре (Бергамо)
Вилминоре је насеље у Италији у округу Бергамо, региону Ломбардија.
Према процени из 2011. у насељу је живело 610 становника. Насеље се налази на надморској висини од 1032 м.